# 喙叶假瘤蕨
喙叶假瘤蕨（学名：Phymatopteris rhynchophylla），为水龙骨科假瘤蕨属下的一个植物种。